# Підгірне (Новгород-Сіверський район)
Підгі́рне —  село в Україні, у Новгород-Сіверській міській громаді Новгород-Сіверського району Чернігівської області. Населення становить 16 осіб. До 2020 орган місцевого самоврядування — Биринська сільська рада.

## Символіка
Символіка села є промовистою. На гербі зображений золотий колосок що утворює гору, а під ним (наче під горою) знаходиться срібна хвойна гілочка (символізує також Полісся). Герб символізує поля і ліси біля села. Колосок взятий з герба Сумської області, що символізує що село оточено з трьох сторін цією областю.

## Історія
12 червня 2020 року, відповідно до розпорядження Кабінету Міністрів України № 730-р «Про визначення адміністративних центрів та затвердження територій територіальних громад Чернігівської області», увійшло до складу Новгород-Сіверської міської громади.
19 липня 2020 року, в результаті адміністративно - територіальної реформи та ліквідації колишнього Новгород-Сіверського району, село увійшло до новоствореного Новгород-Сіверського району Чернігівської області.